# Умар аль-Мустафік
Умар ібн Ях'я аль-Мустафік (араб. عمر بن أبي يحيى بن عبد الحق; д/н — 1259) — 2-й султан Марокко в 1258—1259 роках.

## Життєпис
Походив з династії Маринідів. Син султана Абу Ях'ї Абу Бакра, після смерті якого 1258 року зайняв трон. Втім невдовзі проти нього повстав стрийко Абу Юсуф Якуб, намісник Таза. Зрештою султан Умар зазнав поразки, а потім його вбили стриєчні брати — сини Абу Юсуф Якуба, який став новим султаном.